# Magyar Mihály (grafikus)
Magyar Mihály (Szeged, 1960. január 26. -) magyar tervezőgrafikus.

## Életpályája
1976 és 1980 között Szegeden a Tömörkény István Gimnázium és Művészeti Szakközépiskola grafika szakát végezte. 1984 és 1988 között a budapesti Magyar Képzőművészeti Főiskola  alkalmazottgrafika szakán tanult. 1988 és 1990 között posztgraduális mesterképzőt végzett. 1988-tól a Magyar Alkotóművészek Országos Egyesülete (MAOE) tagja. 
1995-ben részt vett Győrött a  Nemzetközi Művésztelep munkájában.
A Tömörkény István Művészeti Szakközépiskolában grafikai tervezést, az SZTE JGYPK Rajz Tanszékén számítógépestervező grafikát tanít.
Mint grafikus, számos grafikai műfajban alkot. Egy időben a  Móra Könyvkiadó, a Kincskereső és a Galaktika folyóirat részére készített illusztrációkat. 
Az 1990-es évektől Szegeden él. 

## Díjai, elismerései
- 1987 • Országos Május 1 plakátpályázat 1. díj,
- 1993 • Szeged Város Önkormányzatának „Fiatal Alkotóművész” díja,
- 2007 • a MAOE alkotói pályázatának nyertese.

## Egyéni kiállításai
- 1988 • Eötvös Klub, Budapest
- 1990 • Ifjúsági Ház, Szeged
- 1996 • „B” Galéria, Szeged
- 1999 • Tiszai Galéria, Csongrád.

## Részvétele csoportos kiállításokon (válogatás)
- Szegedi Nyári Tárlat, Szeged (több alkalommal)
- Békéscsabai Grafikai Biennálé, Békéscsaba (több alkalommal)
- Vásárhelyi Őszi Tárlat, Hódmezővásárhely (több alkalommal)
- 1995 • Kortárs Művészetek Múzeuma, Győr
- 1998 • Szegedi Grafikusok és Iparművészek Kiállítása, Szeged
- 2007 • MAOE: Művészeti Szemle,Olof Palme Ház,  Budapest.

## Művei közgyűjteményekben
- Városi Művészeti Múzeum, Győr.

## Forrás
- artportal.hu Archiválva 2022. június 30-i dátummal a Wayback Machine-ben